# Ufologija
Ufologija je pseudoznanstvena disciplina koja se bavi proučavanjem fenomena NZP/NLO (nepoznate leteće pojave / neidentificirani leteći objekti). Smatra se da je moderna era ufologije započela s bliskim susretom pilota Kennetha Arnolda tijekom leta iznad planine Rainer u državi Washington, 24. lipnja 1947. godine.

## Povijest
Terminologiju NLO-a i bliskih susreta razvio je astronom, dr. Josef Allen Hynek. Definicija neidentificiranog letećeg objekta (NLO) odnosi se na one objekte ili pojave (NLP)koje se ne mogu objasniti na konvencionalan način, nakon detaljne revizije obučenih i educiranih osoba iz tehničkih i društvenih područja. Po toj definiciji, sve pojave koje se uspiju naknadno objasniti ne spadaju u kategoriju NLO-a (što znači da postoje autentični NLO-i - iako ne znamo što oni jesu - čim je postojala potreba za takvom definicijom na terenu).
Iako je u svome razvoju, nekoliko puta, ufologija gotovo postala priznata multidisciplinarna znanost, zbog svoje kontroverznosti u konačnici ipak nije uspjela dobiti svoj legitimitet, te je takvo stanje evidentno do današnjih dana.
Ozbiljnosti problema NLO-a najviše su doprinijeli službeni projekti proučavanja koje je provodilo američko zrakoplovstvo od 1948. do 1969. godine pod kodnim nazivima "sign/grudge/blue book".

### Hipoteze o NLO-ima
Najpoznatija hipoteza koja pokušava objasniti izvor NLO pojava svakako je ETH hipoteza.
ETH (ekstraterestrična) hipoteza nastaje upravo u okviru vojne domene, usprkos stereotipima da je takva formulacija nastala od strane promatrača-laika. 
ETH hipotezu službeno je lansirao zaključak vojnog odbora SIGN koji je 1948. godine formirao dokument "Estimate of the Situation" (Procjena situacije) u kojem se zaključuje da je najbolja hipoteza koja može objasniti NLO fenomen, upravo "izvanzemaljska hipoteza". No, načelnik zrakoplovstva, general Hoyt S. Vandenberg odbio je zaključke odbora, zapovijedio je da se dokument uništi, a odbor je raspušten i zamijenjen je s novom grupacijom "GRUDGE". Do današnjeg dana, ne postoji niti jedna sačuvana kopija ovoga dokumenta, već samo povijesne reference na isti, na osnovu čega se i doznalo za njegovo postojanje.
Zbog velike medijske i znanstvene debate tijekom 1950-ih i 1960-ih godina, američko zrakoplovstvo je ponudilo mandat Sveučilištu Colorado da prekine ovaj medijski cirkus. Profesor Edward Condon pristao je da napravi "nezavisnu reviziju" podataka prikupljenih u projektima "SIGN/GRUDGE/BLUE BOOK". No, na kraju se i sam Condonov odbor morao suočiti s kontroverznim ispadima. Odbor su od početka pratile frakcije i razdvojena mišljenja. Nakon što je u javnost procurio interni memorandum koji je ukazivao na Condonovu subjektivnost, dio osoblja je otpušten i zamijenjen novim članovima. Godine 1969. odbor je završio s "konačnim rješenjem ufološkog pitanja" zaključivši da daljnje proučavanje NLO fenomena ni u kojem pogledu ne može pridonijeti znanosti. Na preporuke odbora, američko zrakoplovstvo je obustavilo daljnje proučavanje NLO-a koje je trajalo 21 godinu.
Dr. J. Allen Hynek, vanjski suradnik projekta "Blue Book" i čovjek koji je bio najbolje upućen u podatke zrakoplovstva, odbacio je zaključak Condonovog odbora kao i Institut aeronautike i astronautike (AIAA) koji okuplja nekoliko desetaka tisuća inženjera.
No, usprkos svemu, s obzirom na to da je Condonovo izvješće imalo pečat akademije znanosti, njegova jačina je ipak prevladala tako moćne kritike.
Godine 1998. godine profesor Peter Sturrock sa Sveučilišta Standford i skup međunarodnih znanstvenika, napravili su novu reviziju projekta "BLUE BOOK", te su također iznijeli kritike i neslaganje s Condonovim izvješćem.
Godine 1999. u Francuskoj je objavljen dokument "COMETA" koji potpisuju bivši i umirovljeni visoki časnici, te visoki državni dužnosnici. Dokument promiče ETH hipotezu, istu onu hipotezu koju su potpisali članovi odbora "SIGN" iz 1948. godine.

## Ufologija danas
Trenutno u svijetu postoje dvije grupacije koje službeno proučavanju NLO-e.
Jedna je CEFAA, a smještena je u Tehničkoj školi aeuronautike u Čileu. Druga grupacija je GEIPAN koja djeluje unutar Francuske svemirske agencije, CNES. Obje agencije međusobno razmjenjuju NLO podatke. Francuska ima veliku arhivu NLO slučajeva, staru gotovo pola stoljeća i nastavlja proučavati ovaj fenomen i dalje.
Najveći problem u sporom progresu ufologije svakako su predrasude na obje strane suprotstavljenih frakcija. Jedna frakcija bezuvjetno nastavlja s ostavštinom Condonovog izvješća tvrdeći da su NLO-i potpuno prozaična tema i da je bilo kakvo proučavanje iste, gubljenje vremena. Druga frakcija opet ustrajava na tome da su NLO pojave ekstraterestrične egzotične letjelice koje posjećuju Zemlju.
Obje grupacije nude rješenje prije samoga rješenja, zaobilazeći ozbiljniji pristup koji bi bio sastavljen od promatranja i praćenja podataka koji bi eventualno tek u budućnosti mogli pokazati konačan odgovor.

## Vanjske poveznice
- Centar za NLO studije
- Udruženje za NLO istraživanja
- Kompjutorska NLO mreža
- UFO skeptic.org  Arhivirana inačica izvorne stranice od 12. listopada 2007. (Wayback Machine)
- Združena NLO mreža
- CSICOP  Arhivirana inačica izvorne stranice od 16. ožujka 2014. (Wayback Machine)
- SKEPTIC - Michael Shermer
- Sturrockova studija
- Izvještaj COMETA[neaktivna poveznica]
- Podcast radio emisije i vijesti iz ufologije
- DUAP Polaris